# جانوران یادشده در قرآن
نام برخی از جانورانی که در قرآن از آن‌ها یاد شده‌است در زیر، فهرست شده‌است: 
1. شیر[۱]
2. خراسب[۲]
3. گاو[۳]
4. پشه[۴]
5. مار[۵]
6. ملخ[۶]
7. شتر[۷]
8. خر[۸]
9. دُرشت‌ماهی[۹]
10. اسب[۱۰]
11. خوک[۱۱]
12. مگس[۱۲]
13. گرگ [۱۳]
14. بدبده[۱۴]
15. گوسفند[۱۵]
16. غوک[۶]
17. گوساله[۱۶]
18. جولاهه[۱۷]
19. پروانه[۱۸]
20. بوزینه[۱۹]
21. شپش[۶]
22. سگ[۲۰]
23. بز[۱۵]
24. زنبور انگبین[۲۱]
25. مورچه[۲۲]
26. پوپک[۲۳]
27. فیل[۲۴]
28. گوشت‌خوارسانان[۲۵]
29. زاغ[۲۶]
30. زمین‌جُنب[۲۷]